# Pont des Draveurs (Gatineau)
Ne pas confondre avec le pont des Draveurs de Rimouski
Le pont des Draveurs est un pont routier franchissant la rivière Gatineau et reliant les secteurs Hull et Gatineau de la ville de Gatineau, au Québec (Canada). 

## Toponymie
Le pont est nommé en l'honneur des draveurs de la vallée de la Gatineau, personnes dont le métier dangereux consistait à assurer et à contrôler le transport sur l'eau de la rivière Gatineau des billes de bois du nord de l'Outaouais vers le sud durant les XIXe et XXe siècles,. L'histoire de la région de l'Outaouais est par ailleurs marquée par la naissance et le développement de l'industrie forestière. 

## Description
Le pont des Draveurs relie les secteurs, également anciennes villes, de Hull et de Gatineau et est d'orientation nord-sud selon les points cardinaux géographiques, mais d'orientation est-ouest selon les points cardinaux communément admis au Québec, qui sont basés sur le fleuve Saint-Laurent en tant que référence est-ouest. L'autoroute 50 et la route 148, toutes deux d'orientation est-ouest, voient par ailleurs leur itinéraire passer sur le pont. 
Le pont, construit en 1971, compte six voies réservées à la circulation automobile, soit trois par direction. Il ne comporte en revanche aucun trottoir ou voie cyclable. 